# Розенбург-Мольд
Розенбург-Мольд (нем. Rosenburg-Mold) — ярмарочная коммуна (нем. Marktgemeinde) в Австрии, в федеральной земле Нижняя Австрия. 
Входит в состав округа Хорн.  Население составляет 909 человек (на 31 декабря 2007 года). Занимает площадь 30,66 км². Официальный код  —  31121.

## Политическая ситуация
Бургомистр коммуны — Вольфганг Шмёгер (АНП) по результатам выборов 2005 года.
Совет представителей коммуны (нем. Gemeinderat) состоит из 19 мест.
- АНП занимает 14 мест.
- СДПА занимает 5 мест.

## Достопримечательности
- Средневековый замок Розенбург